# Tam Sơn (Quảng Nam)
Tam Sơn is een xã in het district Núi Thành, een van de districten in de Vietnamese provincie Quảng Nam. Tam Sơn heeft ruim 4600 inwoners op een oppervlakte van 54,02 km².

## Geografie en topografie
In het noorden ligt Tam Sơn op de zuidelijke oever van het Phú Ninhmeer.